# Litoral de Camocim e Acaraú
Litoral de Camocim e Acaraú is een van de 33 microregio's van de Braziliaanse deelstaat Ceará. Zij ligt in de mesoregio Noroeste Cearense en grenst aan de Atlantische Oceaan in het noorden, de deelstaat Piauí in het westen, de microregio's Ibiapaba, Coreaú en Sobral in het zuiden en de mesoregio Norte Cearense in het oosten. De microregio heeft een oppervlakte van ca. 8667 km². Midden 2004 werd het inwoneraantal geschat op 337.905.
Twaalf gemeenten behoren tot deze microregio:
| - Acaraú - Barroquinha - Bela Cruz - Camocim - Chaval - Cruz | - Granja - Itarema - Jijoca de Jericoacoara - Marco - Martinópole - Morrinhos |

Mesoregio's: Centro-Sul Cearense · Jaguaribe · Metropolitana de Fortaleza · Noroeste Cearense · Norte Cearense · Sertões Cearenses · Sul Cearense

Microregio's: Baixo Curu · Baixo Jaguaribe · Barro · Baturité · Brejo Santo · Canindé · Cariri · Caririaçu · Cascavel · Chapada do Araripe · Chorozinho · Coreaú · Fortaleza · Ibiapaba · Iguatu · Ipu · Itapipoca · Lavras da Mangabeira · Litoral de Aracati · Litoral de Camocim e Acaraú · Médio Curu · Médio Jaguaribe · Meruoca · Pacajus · Santa Quitéria · Serra do Pereiro · Sertão de Crateús · Sertão de Inhamuns · Sertão de Quixeramobim · Sertão de Senador Pompeu · Sobral · Uruburetama · Várzea Alegre